# Helodium
Helodium là một chi rêu trong họ Thuidiaceae.